# کاوان سالیوان
کاوان سالیوان (زاده ۲۸ سپتامبر ۲۰۰۹  ) یک بازیکن  حرفه ای فوتبال آمریکایی است که به عنوان هافبک بازی می کند.